# Nishiaizu
Nishiaizu (西会津町, Nishiaizu-machi) est un bourg japonais (町, machi ou -chō) situé dans la préfecture de Fukushima.
Sa population au 1er juin 2013 est estimée à 6 895 habitants.

## Personnalités
- Akiko Kurabayashi (1960-), infirmière et femme politique, est née à Nishiaizu.